# Сальданья
Сальданья (ісп. Saldaña) — муніципалітет в Іспанії, у складі автономної спільноти Кастилія-і-Леон, у провінції Паленсія. Населення — 3039 осіб (2010).
Муніципалітет розташований на відстані близько 250 км на північ від Мадрида, 60 км на північ від Паленсії.
На території муніципалітету розташовані такі населені пункти: (дані про населення за 2010 рік)
- Карбонера: 24 особи
- Мембрільяр: 29 осіб
- Релеа-де-ла-Лома: 37 осіб
- Ренедо-дель-Монте: 5 осіб
- Сальданья: 2589 осіб
- Сан-Мартін-дель-Обіспо: 124 особи
- Валькабадільйо: 33 особи
- Валеносо: 19 осіб
- Вега-де-Донья-Олімпа: 46 осіб
- Вільяфруель: 28 осіб
- Вільялафуенте: 34 особи
- Вільянуева-дель-Монте: 22 особи
- Вільясур: 22 особи
- Вільйоркіте-дель-Парамо: 27 осіб

## Демографія
Динаміка населення (INE ):

## Галерея зображень

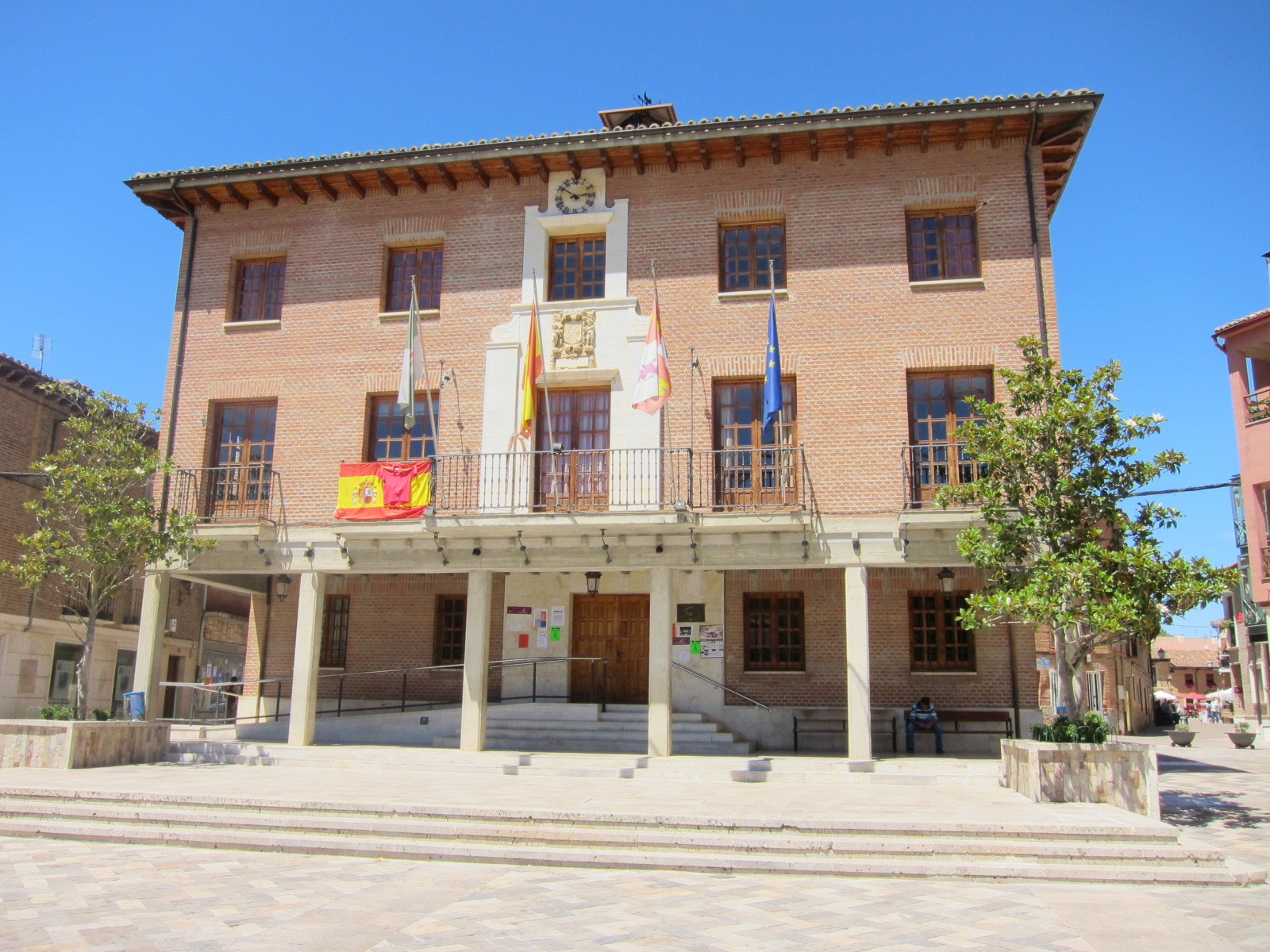
Муніципальна рада
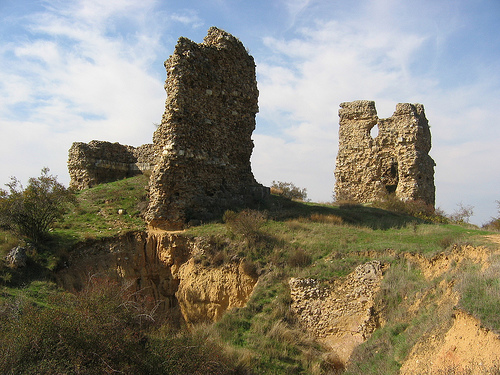
Замок у Сальданьї
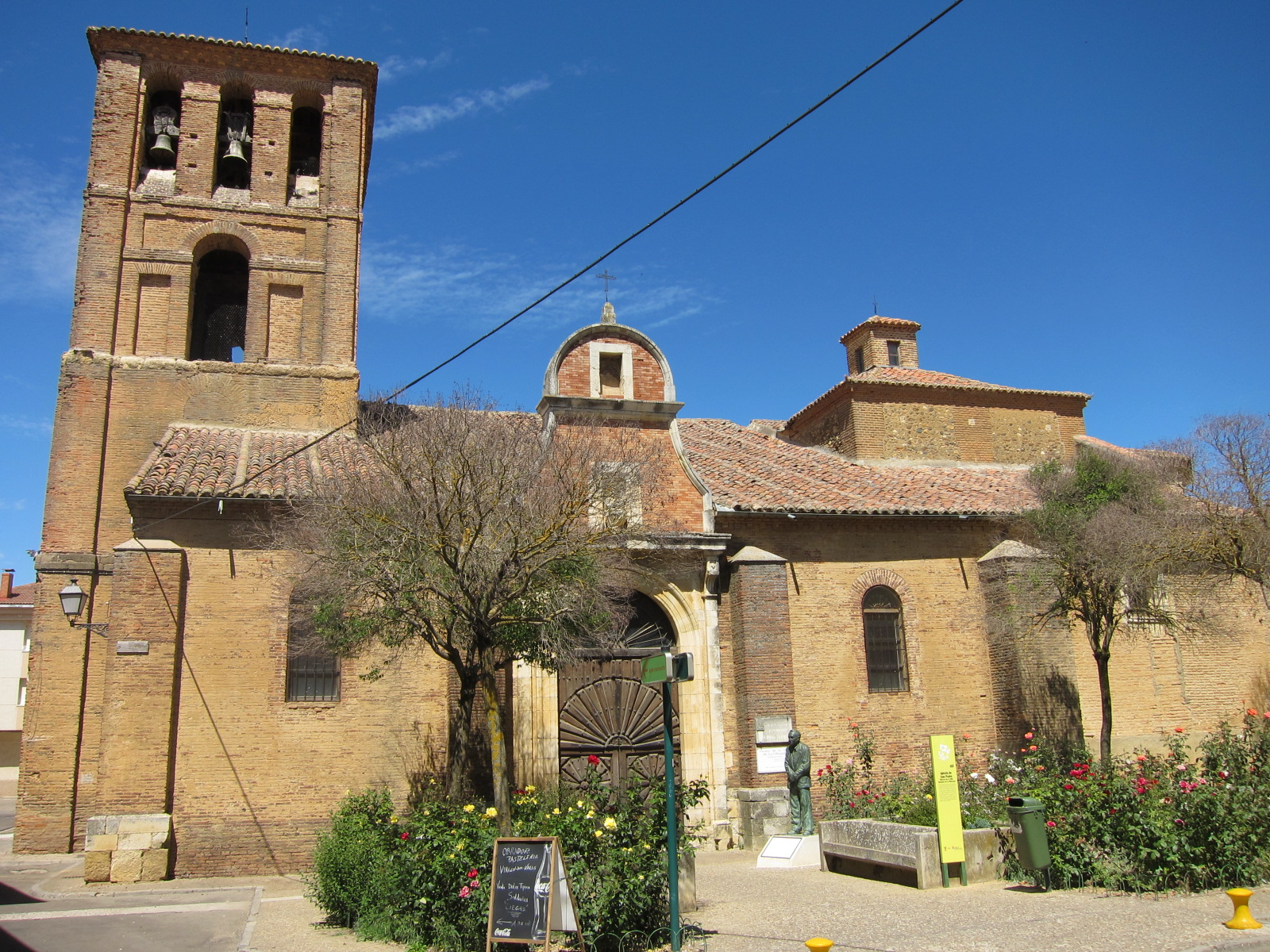
Церква Сан-Педро
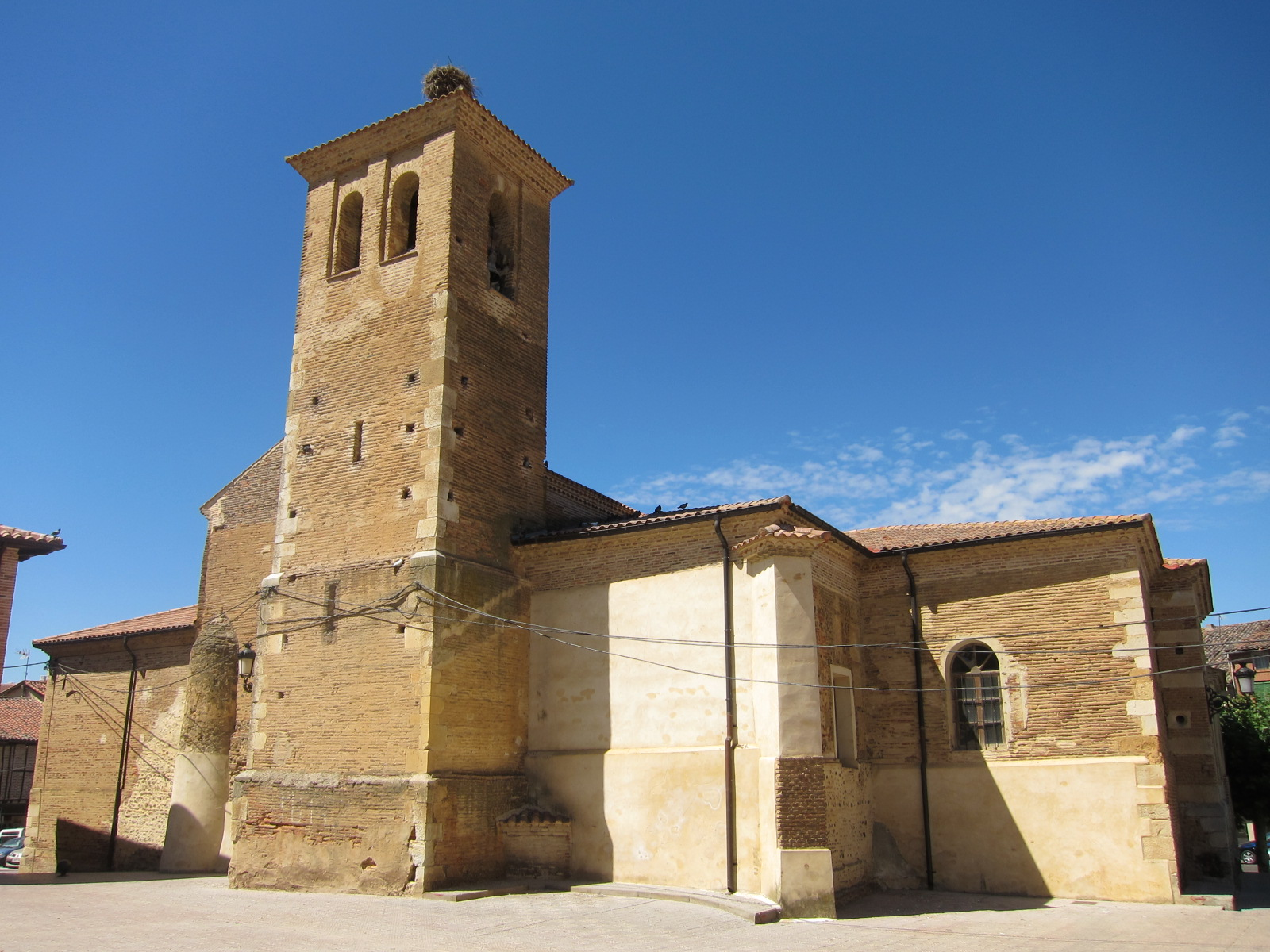
Церква Сан-Мігель